# Bradysia mediterranea
Bradysia mediterranea är en tvåvingeart som beskrevs av Werner Mohrig och Menzel 1992. Bradysia mediterranea ingår i släktet Bradysia och familjen sorgmyggor.
Artens utbredningsområde är Marocko. Inga underarter finns listade i Catalogue of Life.